# Henryk Loelhoeffel von Lowensprung
Henryk Loelhoeffel von Lowensprung, nazwisko polskie Lelewel (ur. 27 października 1703, zm. 10 marca 1767 w Warszawie) – nadworny lekarz konsyliarz Augusta III.

## Życiorys
Dyplom magistra filozofii otrzymał w Wilnie w 1728 roku, po czym udał się do Lejdy, gdzie w 1732 uzyskał tytuł doktora medycyny. Po studiach osiadł w Kłajpedzie, pracując tam jako lekarz. W 1736 powołany został do Warszawy przez króla Augusta III, który mianował go lekarzem nadwornym. Od króla otrzymał też stanowisko profesora chirurgii w tamtejszej szkole. Ożenił się z Konstancją Jauch, córką generała Joachima Danila Jaucha. Jego syn Karol Maurycy Lelewel był skarbnikiem generalnym Komisji Edukacji Narodowej, ojcem Jana Pawła, Joachima i Prota Adama Lelewelów. 
Według wiadomości warszawskich z 1767, zmarł 10 marca 1767 opatrzony sakramentami świętymi. Rodzina Loelhoeffel von Lowensprung wyznawała protestantyzm. Henryk przyjmując nazwisko polskie przeszedł na katolicyzm jako pierwszy w rodzinie.